# Brian Connolly
Brian Francis Connolly (Hamilton, 5 de outubro de 1945 — Slough, 9 de fevereiro de 1997) foi um músico escocês, mais conhecido como o vocalista da banda de Glam Rock britânica Sweet.
Em uma entrevista de rádio, Brian relatou que cantar foi uma grande parte do crescimento, já que não havia televisão em casa, e que ele era regularmente chamado para cantar para a família e amigos. Connolly atribuiu aos Everly Brothers como sua primeira influência musical.

## Biografia
Brian nasceu em 1945 em Govanhill, Glasgow. Sua mãe era uma garçonete adolescente, Frances Connolly, que o deixou em um hospital de Glasgow quando criança, enquanto ele possivelmente sofria de meningite. A identidade de seu pai nunca foi divulgada. Connolly foi criado aos dois anos de idade por Jim e Helen McManus de Blantyre, South Lanarkshire e adotou seu sobrenome. Depois de descobrir inadvertidamente sua linhagem, ele finalmente voltou a se chamar Connolly. Os McManus eram a família de Mark McManus, de fama Taggart. Os dois homens perceberam uma semelhança entre eles e supuseram que o pai de McManus também era de Connolly.
Adolescência e Pré-Sweet
Aos 12 anos, Connolly mudou-se para Harefield, Grande Londres, onde frequentou a escola secundária moderna local. Em sua adolescência, ele entrou para a Marinha Mercante e tatuou a cabeça de um tigre em seu braço direito durante seu serviço na Marinha. Ao ser dispensado da Marinha Mercante em 1963, ele retornou a Harefield e tocou em várias bandas locais, incluindo a Geração X (não deve ser confundida com a banda de punk rock do final dos anos 70, liderada por Billy Idol) de meados de 1965 até cerca de outubro de 1966. O grupo gravou quatro faixas, mas estas não foram lançadas comercialmente. A formação contou com Connolly nos vocais, Chris Eldridge e Lee Mordecai nas guitarras, Mark Conway (baixo) e o baterista Martin Lass. Connolly eventualmente substituiu o vocalista Ian Gillan (mais tarde fama no Deep Purple ) em uma banda chamada Wainwright's Gentlemen, que incluía o baterista Mick Tucker.

### Sweet (1968-1979)
Brian e Mick deixaram o Wainwright's Gentlemen no final de 1967 e recrutaram o guitarrista Frank Torpey e o baixista Steve Priest, batizando sua nova banda de The Sweetshop. Na véspera de lançar seu single de estreia, Slow Motion, em julho de 1968, a banda encurtou seu nome para "The Sweet". Eles gravaram mais três singles sem sucesso ; Andy Scott juntou-se à formação no final de 1970, pouco antes do lançamento de seu primeiro single de sucesso "Funny, Funny". Depois disso, Connolly foi impulsionado para o centro das atenções, com muitas aparições no Top of the Pops, com os outros membros do Sweet.
No início de 1974, no meio das sessões de Sweet Fanny Adams, aconteceu o incidente que mudou tudo. Connolly foi espancado do lado de fora de um pub em Staines, Surrey. Scott diz que Connolly estava tentando proteger sua Mercedes de alguns vândalos locais. A versão de Priest é muito mais sinistra. O carro de Connolly foi seguido por desconhecidos que esperaram até que ele parasse no bar para comprar cigarros. "Foi um trabalho árduo", diz Priest. "Ele irritou alguém. Havia três caras atacando-o e um deles chutou-o na garganta. Brian o ouviu dizer: 'Isso deve dar conta do recado'. O único que sabe a verdade é um ex-roadie nosso, e ele não vai contar."
Priest e Scott gravaram os vocais principais em algumas faixas (No You Don't, Into The Night e Restless) e Connolly, sob tratamento de um especialista, conseguiu terminar o álbum. Este evento também impediu a banda de tocar com o The Who no Charlton Athletic Football Ground. O álbum Sweet Fanny Adams foi bem comercialmente; alcançou a posição #27 no Reino Unido, mas eventualmente alcançou o status de ouro. Ele alcançou a posição #1 na Dinamarca, #2 na Alemanha, #3 na Finlândia, #4 na Suécia e #6 na Áustria.
No mesmo ano, apenas 7 meses depois, foi lançado o álbum Desolation Boulevard. Este alcançou a posição #2 na Suécia, #4 na Dinamarca, #5 no Canadá, #9 na Alemanha e Finlândia, #13 na Austrália e #17 na Noruega e Nova Zelândia.
O último grande sucesso da banda veio em 1978: Love Is Like Oxygen. O single alcançou a #4 posição na Nova Zelândia, a #6 posição na Suíça, a #7 posição na Finlândia, a #8 posição nos EUA, Canadá, Irlanda e Bélgica, a #9 posição no Reino Unido e Austrália e a #10 posição na Alemanha, em # 16 na Holanda e em # 23 na Áustria.
Com o passar do tempo, surgiram problemas entre Connolly e outros membros do Sweet e ele iria descobrir que a banda o excluía das decisões. Connolly desenvolveu um problema significativo com o alcoolismo em meados da década de 1970. Durante 1977, quando nenhuma turnê foi realizada e dois dos álbuns de maior sucesso de Sweet foram gravados, a luta pelo poder dentro da banda se tornou ainda mais aparente. O abuso crônico de álcool de Connolly comprometeu ainda mais seu papel na banda. Ele fez seu último show britânico com o clássico Sweet line-up no Hammersmith Odeon, Londres em 24 de fevereiro de 1978. Sua última apresentação ao vivo com a banda foi em julho de 1978 na Flórida, EUA, quando eles abriram para Alice Cooper. Sua saída não foi divulgada até março de 1979.

## Discografia
Sweet
- Funny How Sweet Co-Co Can Be - 1971
- Sweet Fanny Adams - 1974
- Desolation Boulevard - 1974
- Give Us a Wink - 1976
- Off the Record - 1977
- Level Headed - 1978

### Carreira solo

#### Singles
- "Take Away the Music" (1980) – Polydor Records
- "Don't You Know a Lady" (1980) – Polydor Records
- "Hypnotized" (1982) – Carrere Records, RCA Records

#### Álbuns
- Brian Connolly and The Sweet - Greatest Hits (1986) – Success Records
- Let's Go (1995) – Bam Records
- Take Away the Music (2004) – Malibu Records

#### Participações especiais
- Sweeter (1998) por Frank Torpey Frankie Dean Records

#### Livros
- The man who sang Blockbuster (2009) Brian Manly - Somehitwonder Books

## Morte
Brian morreu no dia 9 de fevereiro de 1997 devido a problemas no fígado, ele bebia muito, o que causou várias paradas cardíacas. Ele deixou duas ex-esposas, Marilyn e Denise, e três filhos: Nicola, Michelle e Brian Junior (BJ).
No dia 8 de outubro de 1998, fãs organizaram um concerto memorial para Brian no Palácio de Camden, em Londres, no domingo. Eles levantaram dinheiro para criar uma placa dedicada a Brian no Crematório Breakspear.